# Then Jerico
Then Jerico ist eine britische Rockband.

## Erfolge

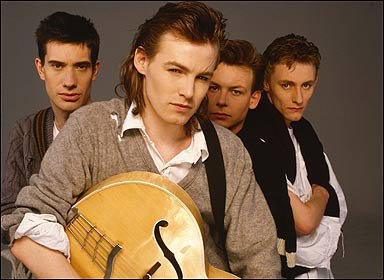
Then Jerico

In den späten 1980ern hatte die Band mit zwei Alben einigen Erfolg: First (The Sound Of Music) (1987) und The Big Area (1989).
Das zweite Album erreichte den vierten Platz der britischen Albumcharts. Obgleich die Band von Teilen der britischen Musikpresse als Teenie-Band bezeichnet wurde, produzierte Then Jerico zwei erfolgreiche Alben, denen Kritiker Kreativität im Songwriting, Instrumentalisierung, Arrangement und Produktion zuschrieben. Besonders bekannt sind die beiden Songs Big Area und Sugar Box (beide auf dem Album The Big Area).
Ende der 1990er erschien dann das bislang letzte Studio-Album mit dem Titel Orgasmaphobia,
welches aber kaum Beachtung fand. Des Weiteren gibt es noch das Live-Album Alive & Exposed,
eine Best-of-CD mit dem Titel Electric, die eine Zusammenfassung der ersten beiden Alben ist,
sowie die Solo-CD Etc. Almost von Sänger Mark Shaw.
Der Song Big Area wurde in dem 1989 gedrehten Science-Fiction-Film Slipstream mit Mark Hamill gespielt.

## Bandmitglieder
Die Originalbesetzung der Band waren:
- Mark Shaw – (alias Mark Robert Tiplady, * 10. Juni 1961, in Chesterfield, Derbyshire, England) – Sänger – (1983–heute)
- Scott Taylor – (* 31. Dezember 1961; † April 2020) – Gitarrist – (1984–1989),
- Rob Downes – Gitarrist – (1987–1989),
- Ben Angwin – Keyboarder – (1984–1985),
- Alex Mungo – Keyboarder – (1985–1988),
- Chris Youdell – Keyboarder – (1988–1989),
- Jasper Stainthorpe – Bassist – (1983–1989),
- Steve Wren – (* 26. Oktober 1962) – Drummer – (1983–1989)

Die aktuelle Bandmitglieder sind:
- Mark Shaw,
- Matt Cheadle – Gitarrist und Backgroundsänger,
- Clayton Moss – Gitarrist (ex-The Cross),
- P. J. Phillips – Bassist und Backgroundsänger,
- John Miller – Drummer (ex-Saint Etienne),

## Diskografie

### Studioalben
| Jahr | Titel                      | Höchstplatzierung, Gesamtwochen, AuszeichnungChartplatzierungen (Jahr, Titel, Platzierungen, Wochen, Auszeichnungen, Anmerkungen) | Höchstplatzierung, Gesamtwochen, AuszeichnungChartplatzierungen (Jahr, Titel, Platzierungen, Wochen, Auszeichnungen, Anmerkungen) | Höchstplatzierung, Gesamtwochen, AuszeichnungChartplatzierungen (Jahr, Titel, Platzierungen, Wochen, Auszeichnungen, Anmerkungen) | Höchstplatzierung, Gesamtwochen, AuszeichnungChartplatzierungen (Jahr, Titel, Platzierungen, Wochen, Auszeichnungen, Anmerkungen) | Höchstplatzierung, Gesamtwochen, AuszeichnungChartplatzierungen (Jahr, Titel, Platzierungen, Wochen, Auszeichnungen, Anmerkungen) | Anmerkungen                          |
| Jahr | Titel                      | DE | AT | CH | UK | US | Anmerkungen                          |
| ---- | -------------------------- | --- | --- | --- | --- | --- | ------------------------------------ |
| 1987 | First (The Sound of Music) | — | — | — | UK35 (7 Wo.)UK | — | Erstveröffentlichung: September 1987 |
| 1989 | The Big Area               | DE36 (7 Wo.)DE | — | — | UK4 (17 Wo.)UK | — | Erstveröffentlichung: Februar 1989   |

Weitere Alben
- 1994: Electric
- 1997: Radio Jerico
- 1998: Orgasmaphobia
- 1999: The Best of
- 2012: Jewels in Time: Rarities & Unreleased Tracks
- 2012: Acoustic: Live London 2012
- 2013: Reprise

### Singles (Charterfolge)
| Jahr | Titel Album                             | Höchstplatzierung, Gesamtwochen, AuszeichnungChartplatzierungen (Jahr, Titel, Album, Platzierungen, Wochen, Auszeichnungen, Anmerkungen) | Höchstplatzierung, Gesamtwochen, AuszeichnungChartplatzierungen (Jahr, Titel, Album, Platzierungen, Wochen, Auszeichnungen, Anmerkungen) | Höchstplatzierung, Gesamtwochen, AuszeichnungChartplatzierungen (Jahr, Titel, Album, Platzierungen, Wochen, Auszeichnungen, Anmerkungen) | Höchstplatzierung, Gesamtwochen, AuszeichnungChartplatzierungen (Jahr, Titel, Album, Platzierungen, Wochen, Auszeichnungen, Anmerkungen) | Höchstplatzierung, Gesamtwochen, AuszeichnungChartplatzierungen (Jahr, Titel, Album, Platzierungen, Wochen, Auszeichnungen, Anmerkungen) | Anmerkungen                                            |
| Jahr | Titel Album                             | DE | AT | CH | UK | US | Anmerkungen                                            |
| ---- | --------------------------------------- | --- | --- | --- | --- | --- | ------------------------------------------------------ |
| 1986 | Muscle Deep First (The Sound of Music)  | — | — | — | UK48 (6 Wo.)UK | — | Erstveröffentlichung: März 1986                        |
| 1986 | Let Her Fall First (The Sound of Music) | — | — | — | UK65 (4 Wo.)UK | — | Erstveröffentlichung: Dezember 1986                    |
| 1987 | Prairie Rose First (The Sound of Music) | — | — | — | UK89 (1 Wo.)UK | — | Erstveröffentlichung: April 1987                       |
| 1987 | The Motive First (The Sound of Music)   | — | — | — | UK18 (14 Wo.)UK | — | Erstveröffentlichung: Juli 1987                        |
| 1989 | Big Area The Big Area                   | — | — | — | UK13 (7 Wo.)UK | — | Erstveröffentlichung: Januar 1989                      |
| 1989 | What Does It Take The Big Area          | — | — | — | UK33 (4 Wo.)UK | — | Erstveröffentlichung: März 1989 feat. Belinda Carlisle |
| 1989 | Sugar Box The Big Area                  | — | — | — | UK22 (6 Wo.)UK | — | Erstveröffentlichung: Juli 1989                        |